# لیلا (ترانه)
«لیلا» (انگلیسی: Layla) ترانه‌ای از درک اند د دامینوز و همچنین بازخوانی شده توسط اریک کلپتون است. این آهنگ توسط جیم گوردون و اریک کلپتون در ۱۹۷۰ سروده شده‌است که ابتدا توسط گروه اولیه خودشان تحت عنوان درک اند د دامینوز اجرا شد. این آهنگ به عنوان سیزدهمین ترانه از تنها آلبوم استودیویی آنها منتشر گردید. این ترانه دو بخش (موومان) دارد که به‌طور جداگانه توسط کلپتون و گوردون تنظیم شده‌است.

## ریشه ترانه
این ترانه ملهم از یک داستان عاشقانه است که چنین برداشت می‌شود از فولکلورهای شبه‌جزیره عربستان سده هفتم سرچشمه گرفته که بعدها اساس و پایهٔ شکل‌گیری داستان سدهٔ دوازدهم شاعر ایرانی نظامی گنجوی، تحت عنوان لیلی و مجنون گردیده‌است. نسخه‌ای از کتاب لیلی و مجنون گنجوی را اییان دالس به کلپتون داده بود اما کلپتون مضمون داستان را به شکل عمده‌ای تغییر داد. او معتقد بود که این ماجرای مرد جوانی است که دچار جنون عشقی شده و به واسطهٔ آن واله و شیدای یک دختر جوان زیبا گشته و سرانجام نیز دیوانه شده‌است و به واسطه چنین رویدادی نتوانسته که با معشوقه‌اش ازدواج نماید. خروجی آهنگ از این ماجراها بیشتر مشابه عشق یک‌طرفه کلپتون به پتی بوید بود. پتی بوید در آن زمان همسر جرج هریسون از اعضای گروه بیتلز بود. کلپتون و پتی بوید سرانجام به وصال یکدیگر رسیدند و ازدواج کردند.

## فروش
«لیلا» در انتشار اولیه خود ناموفق بود، اما از آن زمان تحسین منتقدان و محبوب بسیار خوبی را تجربه کرده‌است، و اغلب جزء بزرگترین آهنگ‌های راک در تمام دوران مورد ستایش قرار می‌گیرد. دو نسخه موفق به کسب رتبه‌های برتر در فهرست موسیقی‌ها شدند، اولین نسخه در ۱۹۷۲ و دومی (بدون کد پیانو) ۲۰ سال بعد به عنوان یک عملکرد آکوستیک Unplugged توسط Clapton. در سال ۲۰۰۴، «لیلا» در فهرست Rolling Stone «۵۰۰ عالیترین آهنگ‌های همه زمان» در رده ۲۷ قرار گرفت و نسخه آکوستیک در سال ۱۹۹۳ جایزه گرمی ۱۹۹۳ را برای بهترین آهنگ راک کسب کرد.